# Université du pays de Galles (Lampeter)
L'université du Pays de Galles, Lampeter (en gallois : Prifysgol Cymru, Llanbedr Pont Steffan) est une université située à Lampeter, au Pays de Galles. Fondée en 1822 et incorporée par charte royale en 1828, elle est la plus ancienne institution à décerner des diplômes au Pays de Galles, avec des pouvoirs limités en la matière depuis 1852. L'établissement a été un collège autonome de l'Université du pays de Galles de 1972 jusqu'à sa fusion (en vertu de sa charte de 1828) avec le Trinity University College (en) en 2010 pour former l'université du pays de Galles Trinity Saint David.
L'université a été fondée sous le nom de St David's College (Coleg Dewi Sant) et est devenue le St David's University College (Coleg Prifysgol Dewi Sant) en 1971, lorsqu'elle a été intégrée à l'université fédérale du Pays de Galles. Avec moins de 2 000 étudiants sur le campus, elle a souvent été présentée comme l'une des plus petites universités publiques d'Europe. 